# Dystrykt Kalulushi
Dystrykt Kalulushi – dystrykt w Zambii w Prowincji Copperbelt. W 2000 roku liczył 75 806 mieszkańców (z czego 51,16% stanowili mężczyźni) i obejmował 13 549 gospodarstw domowych. Siedzibą administracyjną dystryktu jest Kalulushi.